# Мегара
Мегара, Мегари (грец. Μέγαρα, дав.-гр. Μεγαρείς) — грецьке місто, у давнину — одне з найвизначніших міст-держав Еллади. Розташоване у номі Західна Аттика, на узбережжі Саронічної затоки, за 42 км від Афін.

## Історія

### Легендарна доба

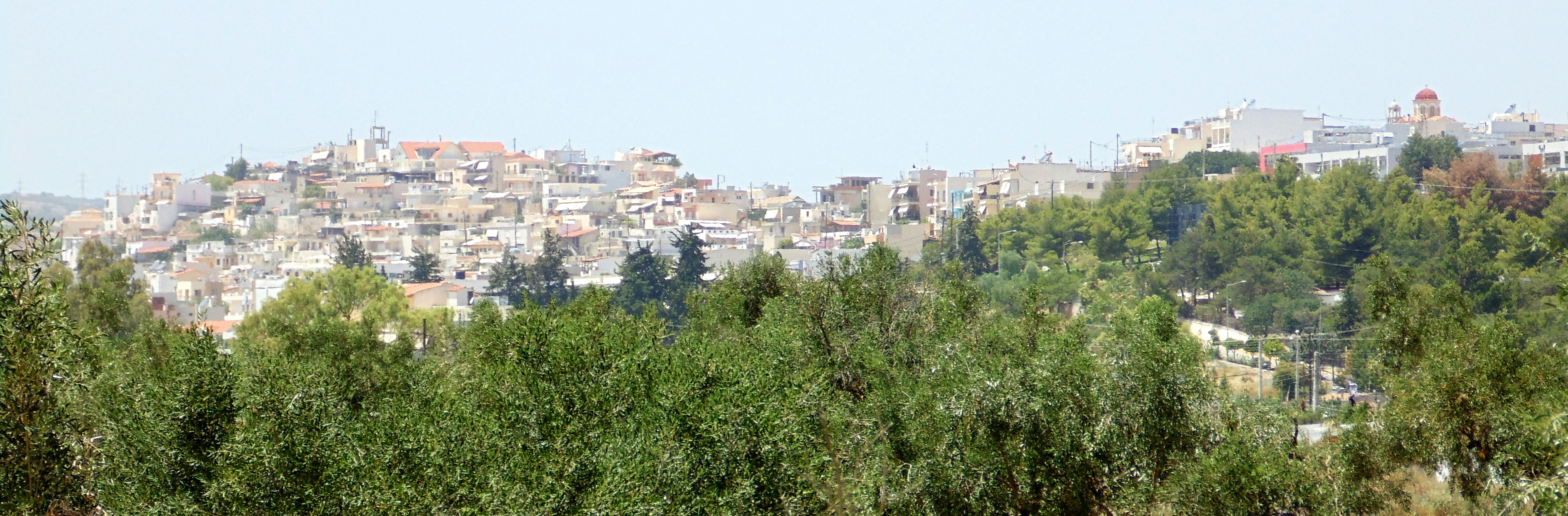
Акрополі стародавніх Мегар: праворуч — Алкафос, ліворуч — Карія (сучасний вигляд)

Місцевість, навколо міста, яка здавна йменується Мегаридою, була заселена з неолітичної доби. Перші поселення на місці Мегар можуть бути датовані початком II тис. до н. е.. За переказами, спочатку цей край населяли карійці (можливо, родичі анатолійських карійців, хоча жодних підтверджень цього зв'язку немає), потім лелеги. Згадки про ці часи збереглися у назві найдавнішого акрополя Мегар — Карії (грец. Καρία). Згодом першопоселенців витіснили греки — швидше за все іонійці, близькі ахейцям. Від мікенських часів на мегарському акрополі залишилися фрагменти мурів характерної «циклопічної» кладки. Щоправда, жодних згадок про «мікенські» Мегари у загальногрецьких міфах немає. За часів Троянської війни ця територія належала до володінь Агамемнона, сина якого Гіперіона пізніше називали останнім мегарським царем (власне, він цілком міг бути останнім царем перед приходом дорійців).

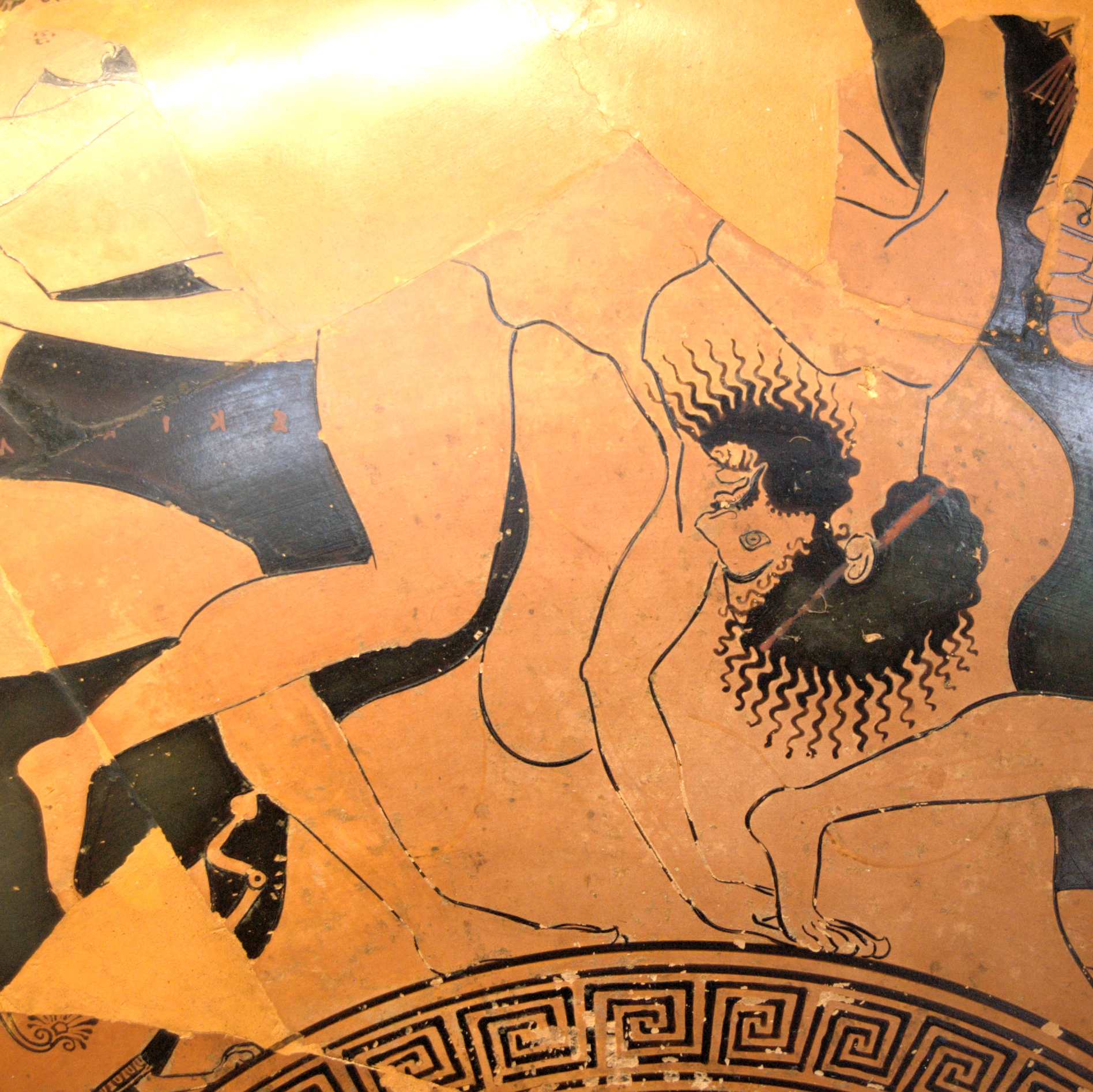
Загибель Скірона, Зображення на аттичному червонофігурному келиху, 500—490 рр. до н. е., Лувр

За архаїчних часів за аргосськими зразками була складена генеалогія мегарських царів легендарної доби, яка, щоправда, виглядає доволі фантастичною. Згідно з нею першим царем міста був Кар, син Форонея, царя аргоських пеласгів. Потім містом оволоділи лелеги, що з'явилися з Єгипту, а правнука першого царя лелегів, Скірона, позбавив влади Ніс — син скіронової сестри і афінського царя Пандіона (той свого часу перебував в Мегарах у вимушеній еміграції). Цей Ніс розбудував мегарську гавань, що на його честь була названа Нісеєю, але загинув під час облоги міста критянами під проводом Міноса.

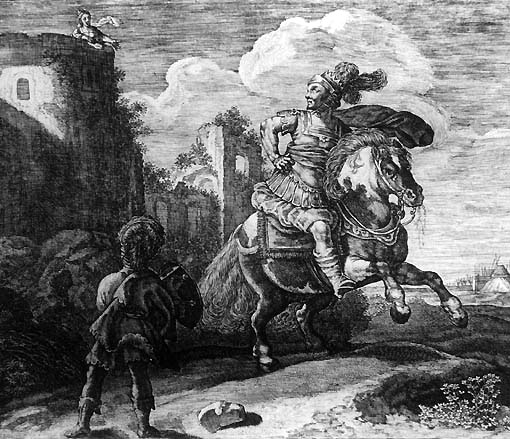
Мінос під стінами Мегар, гравюра XVII сторіччя

Після звільнення від критян, царем в Мегарах став зять Ніса Мегарей з беотійского міста Онхеста. Наступником Мегарея став його зять Алкафой, що прийшов з Еліди. Алкафой нібито збудував в Мегарах новий акрополь, замість зруйнованого критянами старого акрополя заснував новий. Владу після смерті Алкафоя міг успадкувати вже його зять — Теламон, цар Саламіна. Але той до того часу помер, тож престол дістався його сину (і онуку Алкафоя) Аяксу, а від того — кузену Гіперіону (обидва були правнуками Пелопа).
Легенди стверджують, що дорійці прийшли до Мегариди з півдня (швидше за все з Арголіди) і облаштувалися тут після того, як зазнали поразки в боротьбі за Аттику. З місцевою іонійською верхівкою було досягнуто компромісу — вона визнала владу дорійської династії, натомість її представники разом з дорянами увійшли до міської ради, очільників якої на іонійський лад називали есимнетами. Протягом IX століття до н. е. навколо Мегар об'єдналися навколишні містечка і селища, верхівка яких також була інкорпорована до вузького кола мегарської аристократії. Відчувши свою силу, знать почала обмежувати владу царя. Зокрема збереглася легенда, що за посередництвом саламінців було вирішено, що військом командуватиме не цар, а обраний радою полемарх, першим з яких перекази називають Скірона. До кінця IX століття до н. е. царська влада в Мегарах була фактично ліквідована, повноваження басилея були обмежені функціями жерця. Протягом наступного століття і термін його повноважень був скорочений з пожиттєвого до однорічного. Вища влада перейшла до ради на чолі з 8 виборними есимнетами, військом замість одного полемарха керувала колегія з 5 стратегів, а громадськими справами — колегія з 5 даміоргів.

### Панування аристократії і боротьба з Коринфом

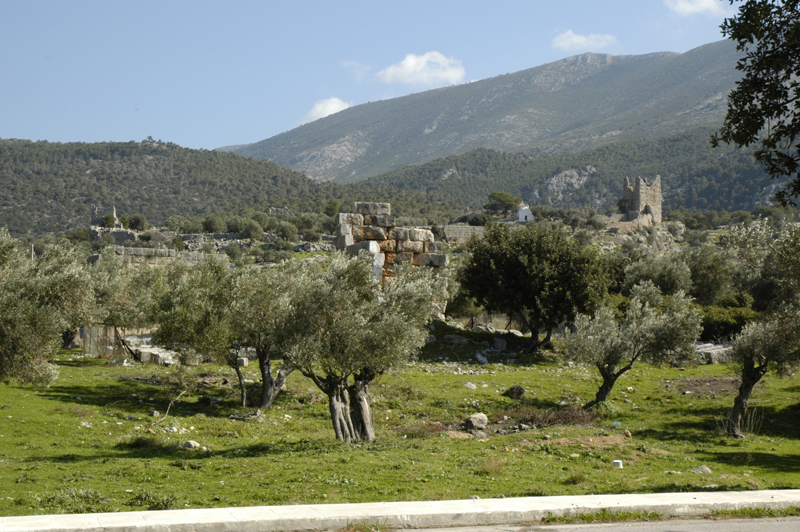
Егосфени, порт Мегар у Коринфській затоці

Природні умови Мегариди не сприяли розвитку землеробства. Водночас вигідне розташування міста на перехресті шляхів — із Пелопоннеса до Середньої Греції, з Іонійського моря до Егейського сприяло розвитку торгівлі, тим більше, що до окрім власного порту Нісеї у Саронічній затоці у міста було ще дві гавані у Коринфській затоці — Паги і Егосфени.
Щоправда, Мегарам досить швидко довелося зіштовхнутися із конкуренцією сусіднього Коринфа. У 770 — 760 рр. до н. е сутички переростають у збройний конфлікт, результат якого був не на користь мегарян. Коринф приєднує до своїх володінь колись мегарський Кромміон, Перахору і відсуває кордон між двома державами майже до самих Мегар. На знак особливого приниження переможені ще й мусили надсилати плакальників на похорони коринфських царів (звідки з'явилася приказка про «мегарські сльози» (грец. Μεγαρέων δάκρυα). Діоген Лаертський відносить «сльози мегарян» до похоронів царів Мегар, їх згадує і Гесіод, проте не пояснює причини появи цієї приказки. Щоправда, невдовзі це зобов'язання вже не потрібно було виконувати, адже у Коринфі царська влада була скасована, натомість встановився режим Бакхіадів.
З третьої чверті VIII століття до н. е. Мегари оговтуються від поразок і навіть розпочинають створення власних колоній. Експедиція на чолі з Ламісом у 732 р. до н. е. вирушила до Сицилії, де заснувала колонію Тротіл. Згодом, щоправда, колоністам довелося її залишити і «підселитися» до мешканців Леонтін, з якими вони врешті не знайшли спільної мови, знову переселилися до Тротіла, потім заснували колонію Тапс і нарешті, на запрошення місцевого володаря переселилися на гіблейське узбережжя, де виникла колонія Мегари Гіблейські (727 р. до н.е).

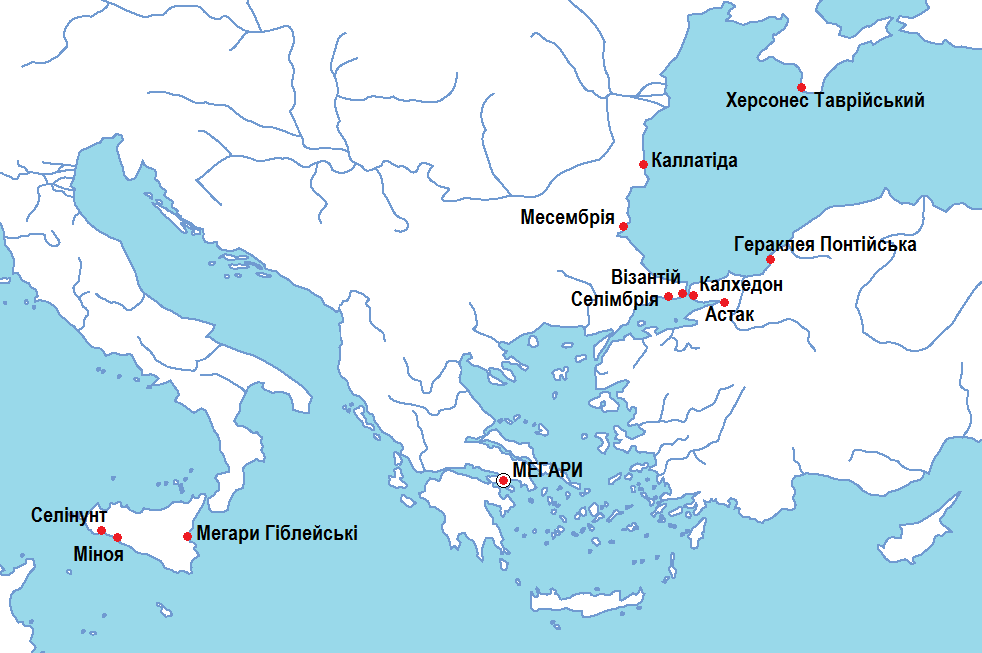
Мегарські колонії

Під час Лелантської війни (720 — 660 рр. до н. е.) мегарці підтримали конкурентів коринфян — еретрійців. Коринфських посланців з ганьбою вигнали з міста, а загін на чолі з олімпіоніком Орсиппом перейшов у наступ і частково відвоював колись втрачені землі. Успіхи були закріплені після укладання союзу із ще одним супротивником Коринфа — аргоським царем Фідоном. Мегарці почуваються настільки впевнено, що відновлюють колонізацію — в той час як евбейські міста її фактично припиняють. Користуючись тим, що еретрійці і мілетяни, як союзники, воліли з Мегарами не сваритися, вони засновують Астак (711 р. до н. е.), Калхедон (685 р. до н.е), Селімбрію (біля 670 р. до н. е.) і Візантій (660 р. до н.е).

### Тиранія Феагена

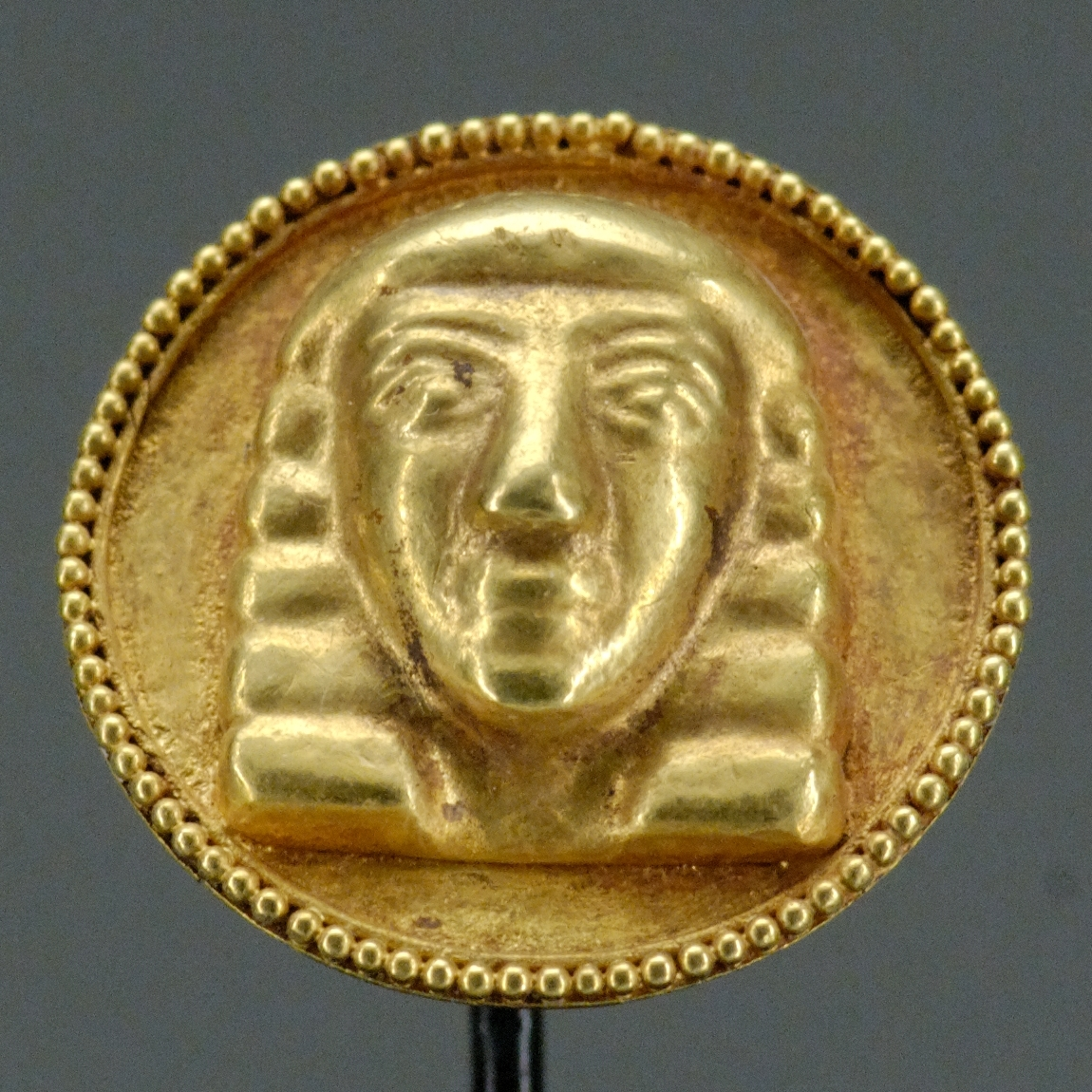
Золота сережка, знайдена у Мегарі, 630 р. до н. е., Лувр

Тим часом проблеми у Мегар виникають з несподіваного боку. Сусіди — афіняни захоплили Елевсін, який мешканці міста вважали своєю «історичною вотчиною» (згідно з місцевими легендами навіть Скірон загинув, захищаючи саме Елевсін). Загострюються і внутрішні протиріччя всередині міської громади. Містяни були невдоволені тим, що доходи від морської торгівлі привласнюють собі переважно представники аристократії, селяни вимагали надання їм громадянських прав. Цими настроями скористався воєначальник (можливо навіть полемарх, чинний або колишній) Феаген. Разом зі спільниками він влаштував своєрідну демонстрацію, перебивши худобу, що належала мегарській знаті на пасовиську біля річки Япіс — якою тепер проходив кордон між Мегарами і Афінами. Це стало сигналом до перевороту і встановлення тиранії Феагена (приблизно 645 — 630 рр. до н. е.).

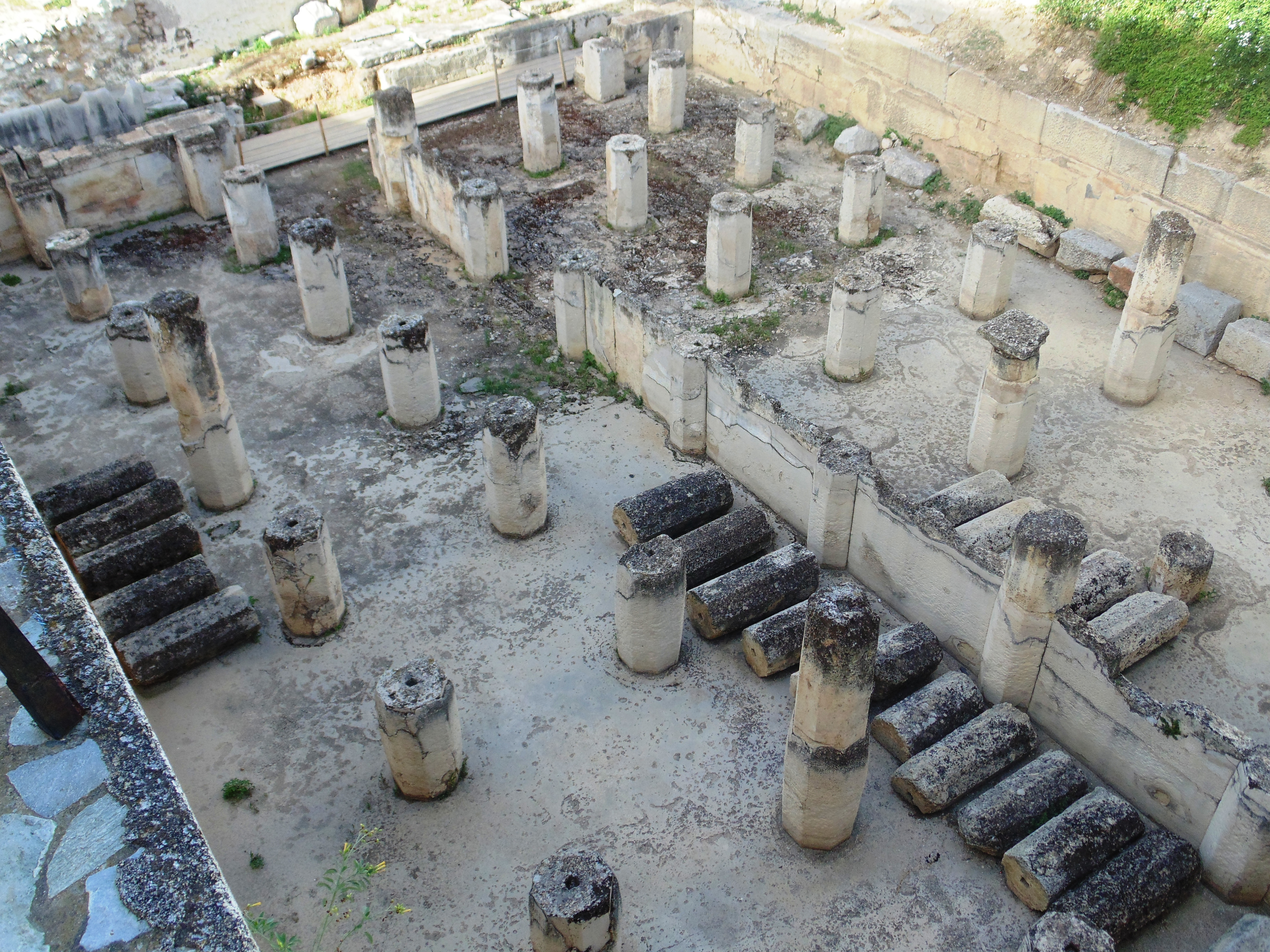
Залишки штучної водойми (фонтану), збудованої Феагеном в середмісті

На початку свого правління Феаген користувався неабиякою популярністю і намагався її зміцнити. Відомо, що він збудував криту водойму, що забезпечувала містян питною водою, і прикрасив Мегари іншими будівлями. Тиран також відомий організацією клерухії на острові Саламін. Можливо саме він і приєднав острів до Мегар, хоча не можна виключати, що Саламін належав мегарянам ще з VIII століття до н. е. Феаген намагався поширити свій вплив і на сусідні Афіни. Він, зокрема, надав підтримку своєму зятю — афінянину Кілону, відомому своєю перемогою на Олімпійських іграх. Кілон намагався встановити в Афінах тиранію за мегарським зразком і Феаген надіслав йому озброєний загін, з яким заколотники захопили акрополь. Але це їм не допомогло. Путч був жорстоко придушений, а Афіни розпочали з Мегарами війну. Врешті Феаген втратив підтримку у власному місті і народ, підбурюваний його супротивниками, вигнав тирана з Мегар.

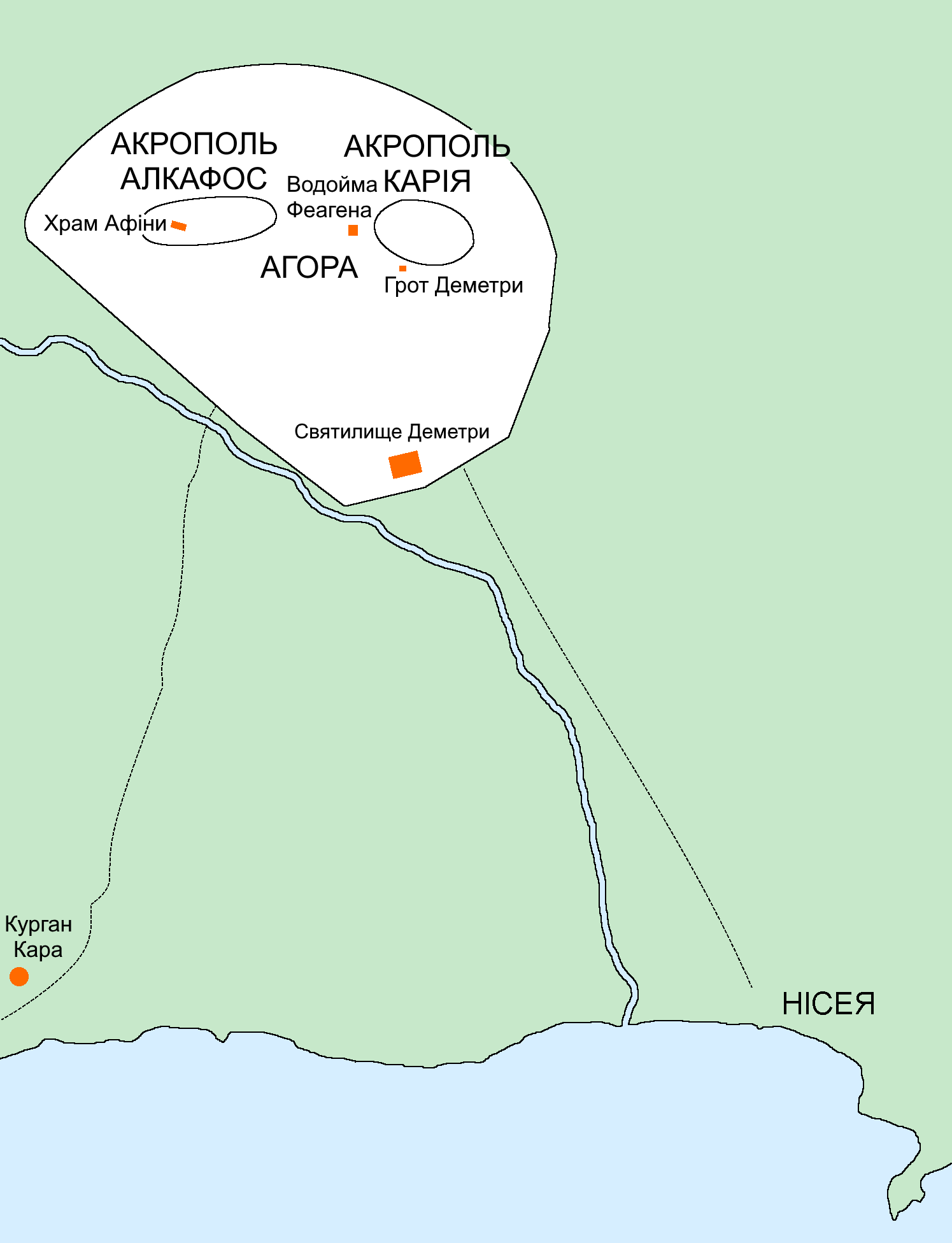
Мегари у VII—VI ст. до н. е.

«Поміркованому» уряду, сформованому після звільнення від тиранії, вдалося здобути кілька перемог над афінянами, у тому числі на морі, і змусити їх на законодавчому рівні відмовитися від зазіхань на Саламін. Але це лише загострило невдоволення пересічних громадян, які тепер вимагали такої ж участі в громадянських справах, як і у захисті міста. Зрештою «поміркованих» теж усунули від керма, влада від аристократичної ради перейшла до народних зборів і в Мегарах був встановлений режим «необмеженої свободи» (грец. άκρατος έλευθερία).

### «Необмежена свобода»

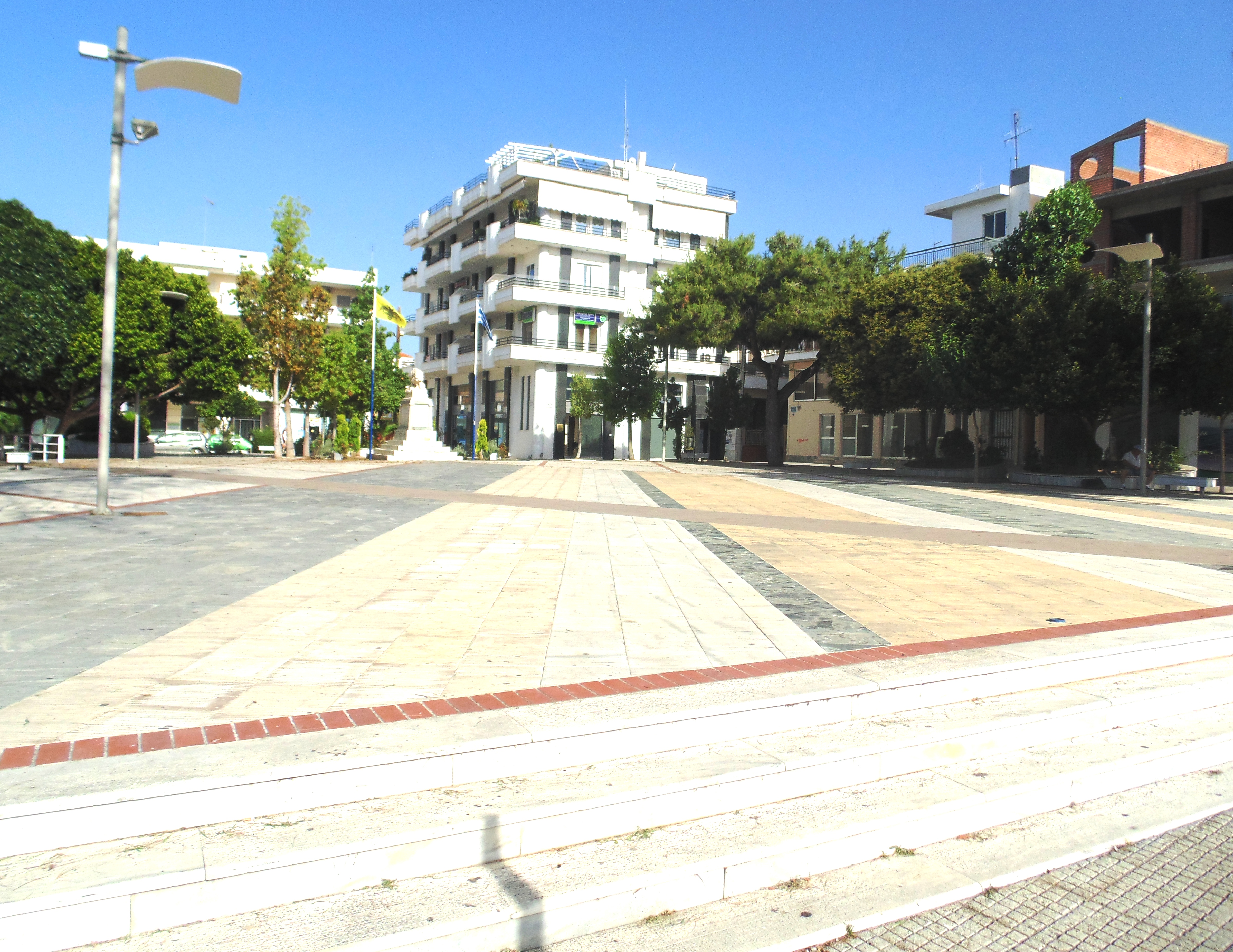
Площа Героїв в Мегарі, розташована на місці стародавньої агори

Жертвами стрімкої «демократизації» стали насамперед представники аристократії і великі власники, частина яких змушена була залишити місто, а їхнє майно одразу конфіскували. Тих, хто залишився, теж змушували «ділитися» власністю і годувати за свій рахунок інших громадян. Новий уряд втягнув державу і до зовнішньополітичних авантюр, однією з яких була війна з Перинфом і його метрополією — Самосом (602 р. до н. е.), що завершилася цілковитим розгромом мегарського флоту. У полон потрапили майже шістьсот громадян (які, щоправда, і в Самосі влаштували «демократизацію», допомігши усунути від влади геоморів). Скориставшись поразкою мегарців, афіняни швидким ударом захопили Саламін (600 р. до н. е.).
Повернення додому клерухів, яких афіняни змусили залишити острів, призвело до ще більшого зростання соціальної напруги в Мегарах. Уряд оголосив про проведення палінтокії (грец. πάλιντοκία) — тобто повернення відсотків, вже виплачених боржниками кредиторам. Але ті, хто вимагав повної касації боргів, і цим були незадоволені. Ситуація вийшла з-під контролю. Уряд не зміг навіть покарати тих, хто напав на священне посольство, що прямувало через Мегариду з Пелопоннеса до Дельф. Внаслідок цього Мегари посварилися з усією Грецією, а посередництво Спарти у суперечці навколо Саламіна завершилося тим, що острів віддали Афінам.
Водночас, запекла політична боротьба сприяла розвитку в Мегарах літератури і театрального мистецтва. З коротких сценок з політичним підтекстом виросла комедія, засновником якої вважають Сусаріона з Триподиска, який саме в цей час мешкав у Мегарах. Автором пристрасних елегій, сповнених ненависті до режиму «необмеженої свободи», був Теогнід, який змушений був залишити рідне місто і творити в середовищі близької до нього аристократичної еміграції.

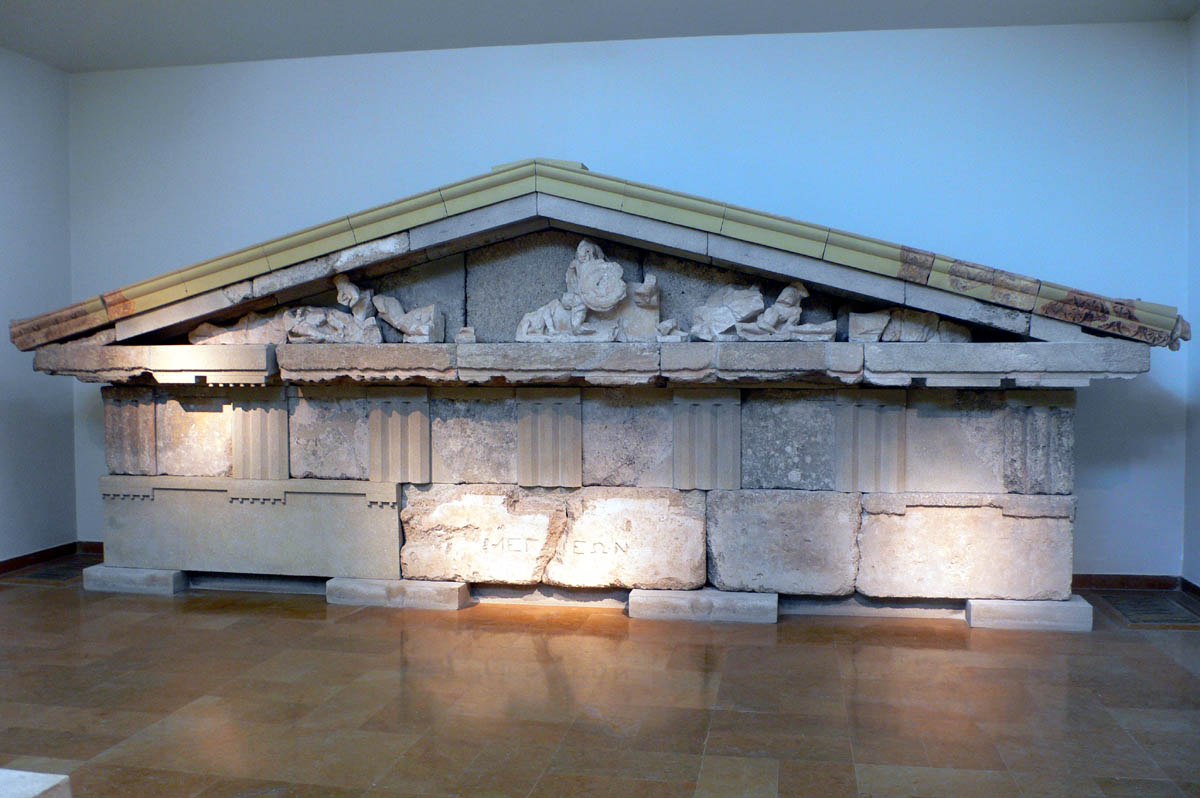
Фронтон Скарбниці мегарців в Олімпії, 520 до н. е., Археологічний музей Олімпії

Зрозумівши, що підтримка з боку містян тане, уряд демократів врешті вдався до крайньої міри, надавши громадянські права усім вільним мешканцям Мегариди. Це дозволило згодом зібрати нове військо і таки відвоювати Саламін. Але ненадовго. У 565 р. до н. е. Пісістрат вже назавжди приєднав острів до Афін і висадився в безпосередній близькості до самих Мегар. Коли афіняни зайняли Нісею, режим «необмеженої свободи» був повалений самими мегарцями. До міста повернулися вигнанці, і разом з ними — «поміркована» олігархія. Мегари навіть відновили колонізацію — у 560 р. до н. е. була заснована Гераклея Понтійська (до якої були відправлені, зокрема позбавлені своїх ділянок сала мінські клерухи і визнані небезпечними у метрополії прихильники демократії), у 540 р. до н. е. — Каллатіда, у 527 р. до н. е. — Херсонес Таврійський і нарешті у 510 р. до н. е. — Месембрія.

### Між Афінами і Спартою

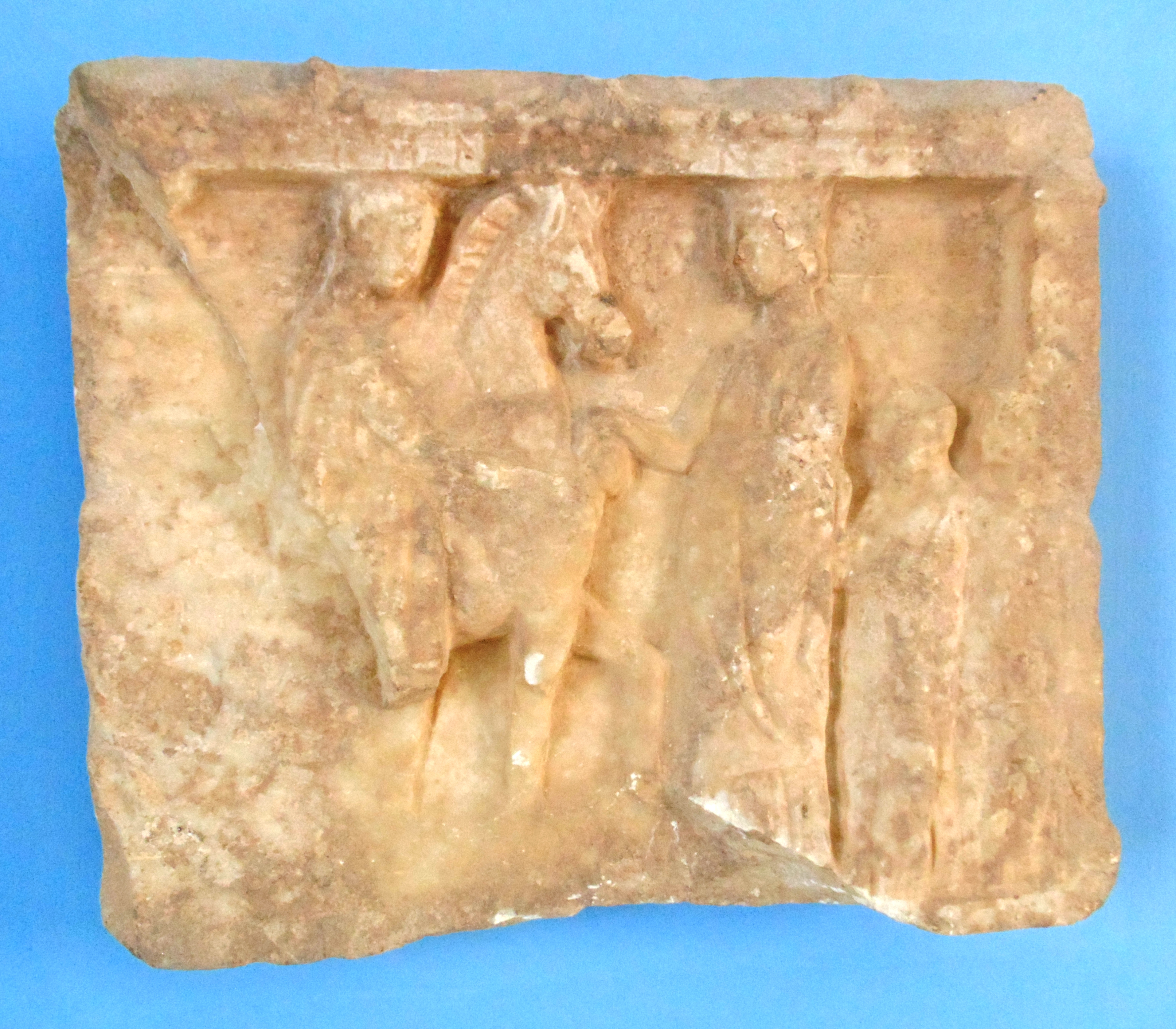
Повернення вершника. Стела IV cт. до н. е. (Археологічний музей Мегар)

Хоча олігархічний режим у Мегарах був відновлений за сприяння Афін, нова влада з підозрою ставилася до східного сусіда і віддавала перевагу зближенню зі Спартою, що завдяки своїй військовій потузі і послідовній боротьбі проти тираній перетворювалася на фактичного гегемона материкової Греції. В середині VI ст. до н. е. Мегари приєдналися до Пелопоннеського союзу, в якому, завдяки своєму флоту, мали статус привілейованого союзника.

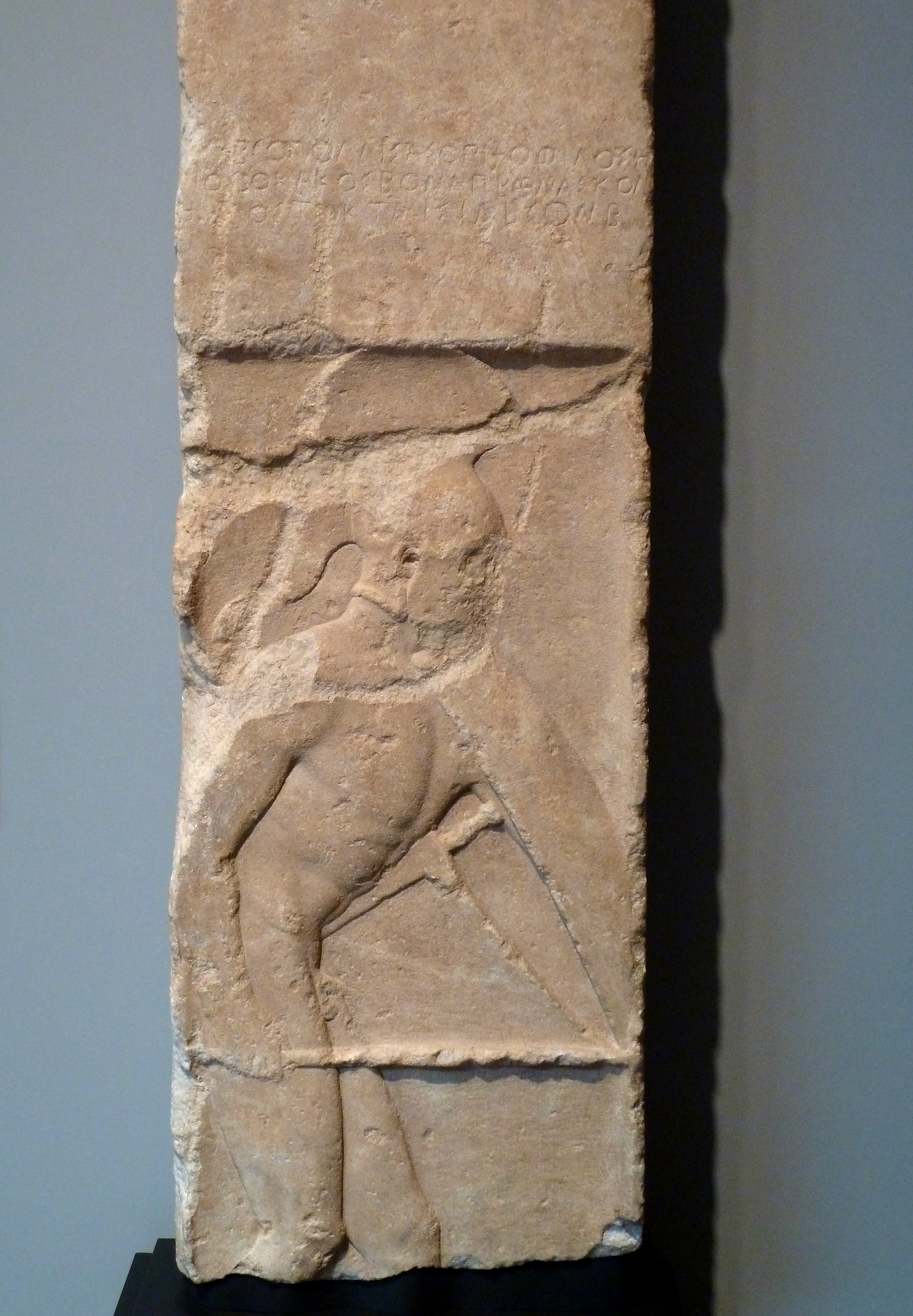
Поховальна стела із зображенням мегарського гопліта (Колекція Вілли Гетті)

З початком греко-перських війн мегарська олігархія дотримувалася нейтральної позиції, і лише вторгнення Ксеркса до Еллади змусило її змінити політику. Мегарські кораблі брали участь в битві при Артемісії, 20 суден — билися проти персів у Саламінській протоці (флотилія мегарців поступалася лише афінянам і коринфянам). У битві при Платеях мегаряни виставили 3 000 гоплітів.
Проте до Делоського союзу Мегари не приєдналися. Місцева олігархія з підозрою ставилася до успіхів афінських демократів на чолі з Ефіальтом і Периклом, остерігаючись відновлення режиму «необмеженої свободи». В самих Мегарах влада була зосереджена в руках олігархічної ради і есимнетів, що, на відміну від VIII—VII ст. до н. е., відстоювали насамперед інтереси торговельно-промислової верхівки, яка увібрала до себе залишки земельної аристократії.

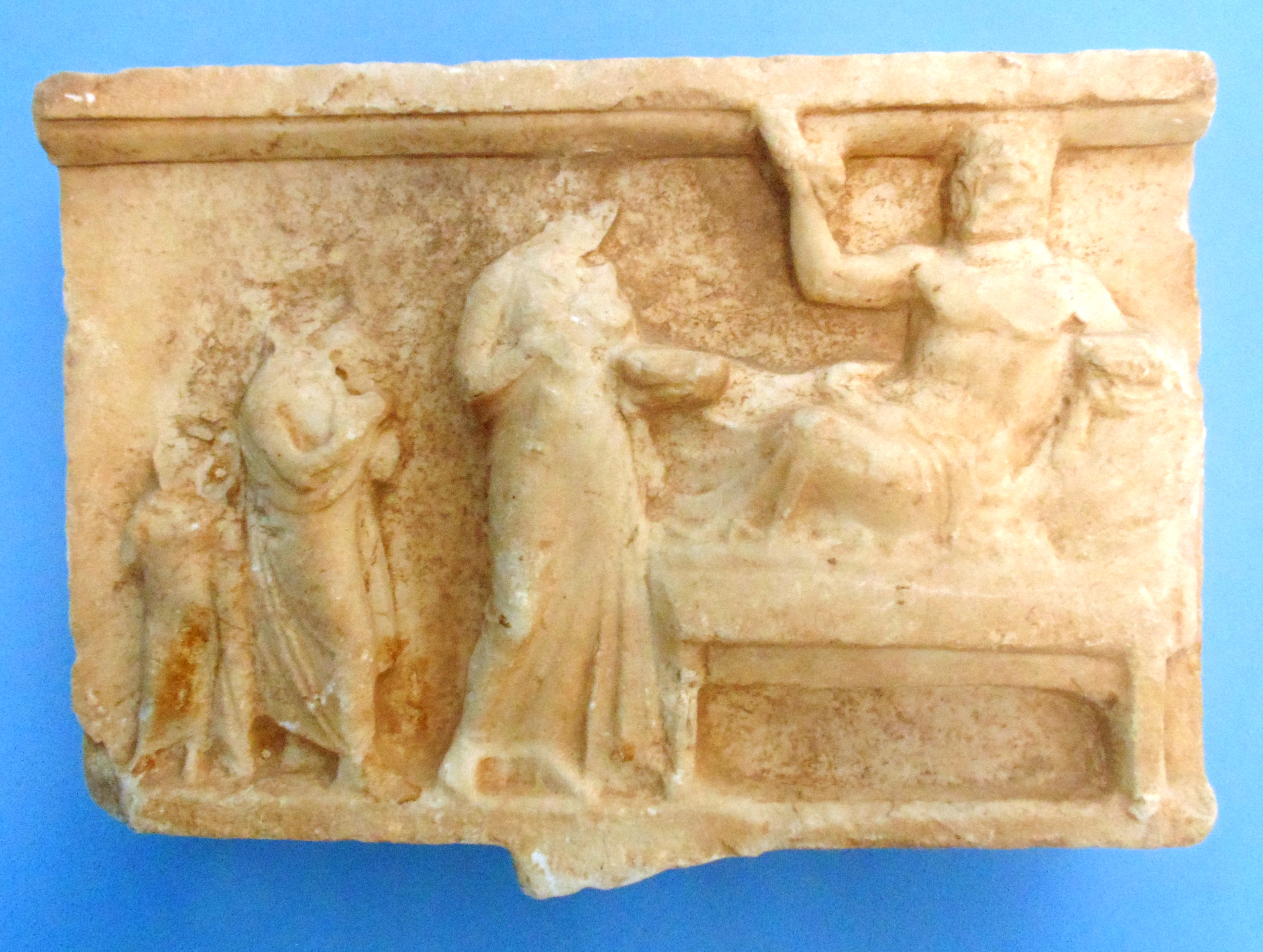
Бенкет. Стела IV cт. до н. е. (Археологічний музей Мегар)

Власне, саме інтереси мегарських купців викликали в середині 60-х рр.. до н. е. гострий конфлікт із Коринфом — військовим союзником і водночас головним торговельним конкурентом Мегар. Оскільки коринфян підтримали спартанці, мегарці у 460 р. до н. е. вийшли із Пелопоннеського союзу і звернулися за допомогою до давніх супротивників — афінян, взявши з них обіцянку не втручатися у внутрішні справи Мегар. Олігархічний режим і справді був збережений, проте нові союзники все одно вели себе як вдома — увівши свої гарнізони в усі міста і порти Мегариди. Зусиллями сусідських будівельників Мегари були з'єднані «довгими мурами» з Нісеєю, що дозволило місту витримувати тривалі облоги. Будівництво виявивилося дуже доречним, адже Коринф і підбурювана ним Спарта невдовзі розпочали проти Афін війну. За кілька років пелопонесці спустошили Мегариду, але так і не оволоділи нею і змушені були у 451 р. до н. е. укласти мир, визнавши афінську окупацію краю.
З іншого боку, перетворення союзників на господарів не влаштовувало самих мегарців. У 446 р. до н. е. вони таємно замирилися із коринфянами і сікіонцями, перебили афінський гарнізон і знову приєдналися до Пелопоннесского союзу. У несподіваному для себе конфлікті окупанти зазнали поразки і змушені були підписати новий мир на 30 років, за умовами якого повинні були очистити всю Мегариду і залишити Нісею, в якій трималися до останнього.

Афінський морський союз у 431 до н. е. — територія, на якій за ініціативою Перикла мегарцям було заборонено вести торгівлю

Афіняни, щоправда, не втрачали надії на реванш. У 432 р. до н. е. за ініціативою Перикла була ухвалена так звана «мегарська псефізма» (грец. Μεγαρικό ψήφισμα), яка забороняла громадянам Мегар під страхом смерті торгувати і проживати в містах і гаванях держав, що входили до Афінського морського союзу. Ця заборона фактично дорівнювала знищенню усієї мегарської торгівлі. Не дивно, що мегарці звернулися за допомогою до союзників, доклавши тим самим руку до розв'язування Пелопоннеської війни (431 р. до н. е.).
Військові дії стали для містян черговим випробуванням. Афіняни спустошували їхні поля, заважаючи водночас постачанню харчів морем. Оволодіти Нісеєю їм, щоправда, не вдалося, натомість вони захопили острівець Міноя, що блокував вхід до її гавані.
Невдоволенням громадян скористалася внутрішня опозиція. У 426 р. до н. е. внаслідок державного перевороту в Мегарах була встановлена демократія. Щоправда, нові очільники міста швидко пересварилися між собою. Частина лідерів увійшла в змову із афінянами і у 424 р. до н. е. вночі впустила їхній загін всередину «довгих мурів», а той швидким ударом захопив Нісею. Містяни, однак, не квапилися відкривати ворота самих Мегар. Тим часом підійшов із спартанським військом Брасид. Проафінські «демократи» швидко втекли до Нісеї, сотню найактивніших прихильників демократії, які залишилися, стратили, а в місті був відновлений режим олігархії. За допомогою спартанців мегарці захопили і зруйнували «довгі мури», проте Нісея залишилася в руках афінян навіть після укладання у 421 р. до н. е., Нікієва мира. Містяни, обурені такою «зрадою» спартанців, підписувати договір відмовилися.
У 414 р. до н. е. бойові дії відновилися і війна врешті-решт завершилася цілковитою поразкою Афін (404 р. до н. е.). Мегари повернулися до своїх довоєнних кордонів, але іншої користі від перемоги не отримали. Швидше навпаки — остаточно перетворилися на другорядну державу, залежну від сусідів. Утім, місцева олігархія і не бачила для себе інших завдань, окрім відновлення внутрішньої стабільності.

### На маргінесі
Надалі Мегари намагалися дотримуватися нейтралітету у міждержавних конфліктах. Місто не брало участі навіть у Коринфській і Беотійській війнах, дозволивши військам суперників вільно проходити через свої володіння. Така прагматична політика забезпечувала мегарській владі підтримку з боку громади — коли прихильники демократії на межі 70-60 рр. IV ст. до н. е. організували заколот, його вдалося придушити вже у зародку. Мегаряни не брали участі і в третій Священній війні (356 — 346 рр. до н. е.). Натомість напруга у відносинах з Афінами таки вилилася у збройний конфлікт (352 — 350 рр. до н. е.). На допомогу прийшли коринфяни, проте Мегари все одно зазнали поразки.
Після Філократового миру (346 р. до н. е.) в місті активізувалися прихильники Македонії. У 344 році до н. е. вони влаштували путч, з яким уряд, однак, впорався власними силами. У 340 р. до н. е. заколотники звернулися за допомогою безпосередньо до Філіпа Македонського, який в той час перебував у Фокіді, проте урядовці, заздалегідь дізнавшись про змову, закликали афінян, що надіслали загін під проводом Фокіона. Той не лише попередив захоплення міста македонянами, але й відновив «довгі мури» між Мегарою і Нісеєю. Щоправда, в битві при Херонеї, а потім і в Ламійській війні мегарці участі не брали, урешті-решт добровільно визнавши зверхність Македонії.

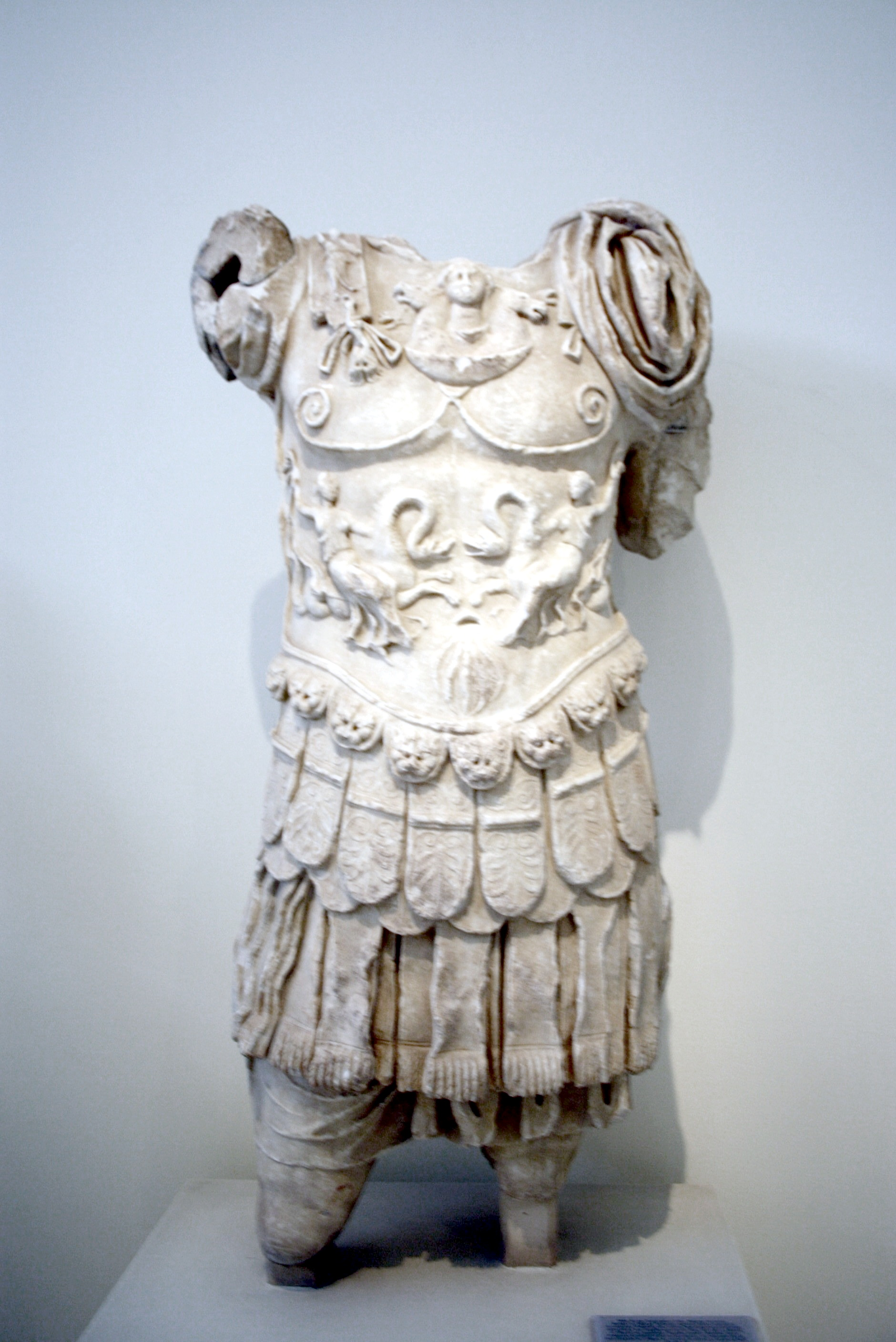
Статуя римського імператора, знайдена в Мегарах (Національний археологічний музей (Афіни))

Залишитися осторонь конфліктів між діадохами, щоправда, мегарці не змогли. У 307 до н. е. Деметрій Поліоркет взяв місто штурмом, оголосив його вільним і… зруйнував міські мури. Влада Македонії над містом, втім, була швидко відновлена. Лише у 243 р. до н. е. македоняни залишили Мегари, які відтак увійшли (хоча їх про це не дуже питали) до Ахейського союзу. У 223 р. до н. е. ахейців змінили беотійці, в 192 р. до н. е. — повернулися ахейці. Щоправда союзником Мегари виявилися не надто стійким. Під час останньої війни з римлянами, десятитисячне військо ахейців намагалося зупинити Квінта Метелла на кордонах Мегариди, проте з огляду на настрої місцевого населення було змушене відступити, а мегарці без битви передали своє місто новим володарям. Це дозволило місту уникнути руйнування (на відміну від сусіднього Коринфа), проте не зупинило його подальший занепад — у тіні Афін і відродженого через століття Коринфа. Навіть велике будівництво в Мегарах було відновлено лише за часів Адріана. Але до того часу вони перетворилися на маленьке провінційне містечко.

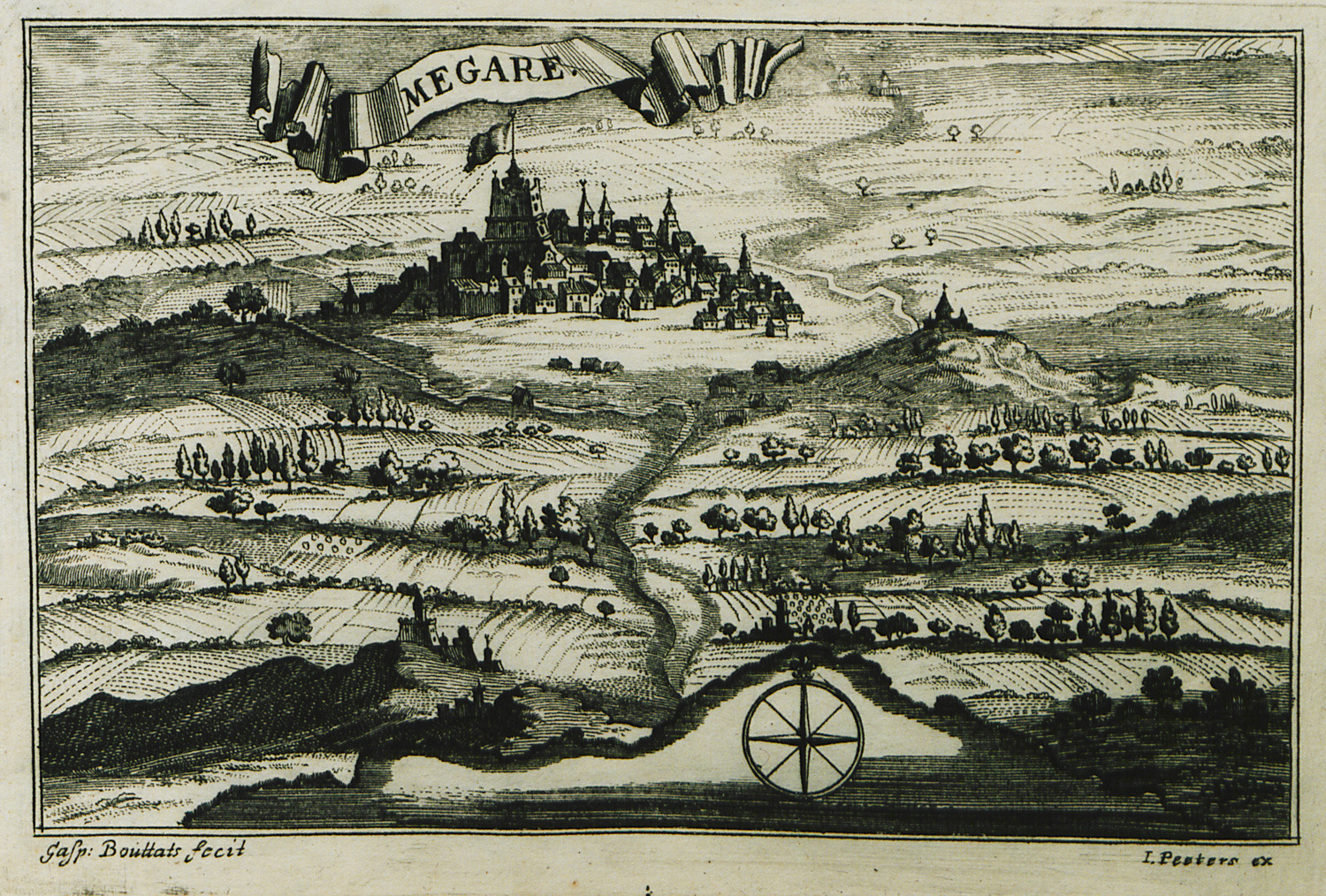
Мегари на голландській карті кінця XVII ст.

У 395 році Мегари були майже повністю зруйновані вестготами на чолі з Аларіхом і відновлювалися за візантійських часів дуже повільно. Після здобуття Константинополя хрестоносцями (1204) відійшли до створеного ними Афінського герцогства. У 1311 р. Мегари опинилися під контролем каталонських найманців, що передали владу над герцогством Арагону. У 1378 році місто прєднав до своїх володінь господар Коринфа Неріо I Аччаюолі. Він перетворив місто на потужну фортецю. У 1390 р. Аччаюолі зрадницьки — під час перемовин — захопили наварці, а Мегари зайняли венеційці. Врешті-решт Аччаюолі звільнили і у 1394 році він повернув собі Мегари в обмін на Аргос. Після смерті Неріо місто дісталося у спадок володарю Кефалонії Карло Токкі, який використовував його як базу для рейдів до Аттики і Арголіди.
У 1397 р. Мегари вперше захоплюють османи. Проте тоді турки вирішили не залишатися в Мегариді, а віддати її своєму васалу Антоніо Аччаюолі, невдовзі оголошеному афінським герцогом. Лише після ліквідації незалежності Афін Мегари — точніше руїни, які на той час залишилися від міста, — остаточно переходять під османську владу (1456).

## Колонії Мегар
| - Тротіл - Тапс - Мегари Гіблейські - Селінунт - Міноя - Астак - Калхедон - Селімбрія | - Візантій - Гераклея Понтійська - Каллатіда - Херсонес Таврійський - Месембрія - Бізона - Навлох |

## Відомі мегарці
- Бізант — засновик міста Віза́нтія (пізніше Константинополь, Стамбул).
- Теогнід — давньогрецький поет.
- Сусаріон — поет, «батько» давньогрецької комедії.
- Евпалін — давньогрецький інженер, спорудив, так званий, тунель Евпаліна на острові Самос.[4]
- Евклід Мегарський — давньогрецький філософ, учень Сократа.
- Стілпо — давньогрецький філософ, представник мегарської філософської школи.
- Телес — давньогрецький філософ, кінік.
- Рамаха — давньогрецький філософ, вчитель, лікар, кінік.